# Tatocnemis malgassica
Tatocnemis malgassica är en trollsländeart som beskrevs av Kirby 1889. Tatocnemis malgassica ingår i släktet Tatocnemis och familjen Megapodagrionidae. IUCN kategoriserar arten globalt som livskraftig. Inga underarter finns listade i Catalogue of Life.